# 1621 a tudományban
Az 1621. év a tudományban és a technikában.

## Technika
- Kifejlesztik az egyszerű mikroszkópot.

## Születések
- július 21. - Thomas Willis orvos, aki az ideg- és a kardiovaszkuláris rendszer terén ért el felfedezéseket († 1673)